# Dům čp. 357 (Štramberk)
Dům čp. 357 stojí na ulici Jaroňkova ve Štramberku v okrese Nový Jičín. Roubený dům byl postaven v první polovině 19. století. Byl zapsán do Ústředního seznamu kulturních památek ČR před rokem 1988 a je součástí městské památkové rezervace.

## Historie
Podle urbáře z roku 1558 bylo na náměstí postaveno původně 22 domů s dřevěným podloubím, kterým bylo přiznáno šenkovní právo, a sedm usedlých na předměstí. Uprostřed náměstí stál pivovar. V roce 1614 je uváděno 28 hospodářů, fara, kostel, škola a za hradbami 19 domů. Za panování jezuitů bylo v roce 1656 uváděno 53 domů. První zděný dům čp. 10 byl postaven na náměstí v roce 1799. V roce 1855 postihl Štramberk požár, při němž shořelo na 40 domů a dvě stodoly. V třicátých letech 19. století stálo nedaleko náměstí ještě dvanáct dřevěných domů.
Původní roubený dům čp. 357 byl postaven v první polovině 19. století. V druhé polovině 20. století byl opravován. Objekt je příkladem dvoudílného lidového karpatského domu v původní předměstské zástavbě ve Štramberku.

## Stavební podoba
Dům je přízemní rohová částečně roubená stavba na obdélném půdorysu, je orientovaná štítovou stranou do ulice Kopec a okapovou do ulice Jaroňkova. Je postavena na kamenné omítané podezdívce, která vyrovnává svahovou nerovnost. V podezdívce je sklepní prostor přístupný ze zahrady. Štítové průčelí je dvouosé s kaslíkovými okny v prostých rámech. Okapová strana orientovaná do zahrady je tříosá, do ulice jednoosá s vchodem do zděné přístavby. Ze strany zahrady je k zadní části přistavěno křídlo, které překrývá průčelí, střecha je pultová. Štíty jsou trojúhelníkové svisle bedněné s laťováním, dvěma okny a podlomenicí v patě štítu. Střecha je sedlová krytá šindelem, na straně do zahrady je dvojice vikýřů.